# Henriette Obermüller
Henriette Obermüller, ab 1854 Obermüller-Venedey (* 5. April 1817 in Karlsruhe, Baden; † 20. Mai 1893 in Oberweiler bei Badenweiler) war eine deutsche Kleinunternehmerin, Demokratin, Frauenrechtlerin und Teilnehmerin an der Badischen Revolution 1848/49.

## Leben
Henriette Obermüller wurde 1817 als Tochter des Karlsruher Beamten Carl Theodor Obermüller und dessen Frau geboren. Sie erhielt eine umfassende Schulbildung; ihr freidenkerischer, gegenüber Adel und Kirche kritisch eingestellter Vater war der Grund, dass Henriette Obermüller trotz des konservativen Erziehungsstils ihrer Mutter schon bald demokratischen Ideen anhing. Auch ihre Brüder und Cousins wurden in der demokratischen Bewegung aktiv.
1837 wurde die Zwanzigjährige polizeilich erfasst, da sie drei ihrer Cousins, die sich am gescheiterten Frankfurter Wachensturm beteiligt hatten, vermutlich bei der Flucht unterstützt hatte. Im gleichen Jahr heiratete sie Gustav Obermüller (1812–1853), einen anderen Cousin, und zog mit diesem nach Le Havre in Frankreich, was sie vor weiteren Ermittlungen der badischen Polizei schützte. Ihre krisengeschüttelte Ehe war eine reine Vernunftehe und blieb kinderlos; nur das gemeinsame demokratische Engagement verband Henriette mit ihrem Mann.
1845 kehrte das Paar nach Baden zurück und baute in der folgenden Zeit einen Weinhandel in Durlach auf. Bald traten Henriette Obermüller und ihr Mann in Kontakt mit liberalen, demokratisch-republikanischen Gruppen und stellten diesen ihr Haus als Treffpunkt zur Verfügung. Auch persönlich wurde das Ehepaar aktiv, beteiligte sich etwa bei der Neuorganisation der örtlichen Bürgerwehr und verfasste politische Forderungen wie „nach einem Parlament für ganz Deutschland“. Sie hatten Anteil an der entstehenden Vereinsbewegung und diskutierten mit liberalen Persönlichkeiten wie Lorenz Brentano und Johann Adam von Itzstein, führten aber auch Streitgespräche mit politisch Andersdenkenden. Ein enger Vertrauter Henriette Obermüllers war Karl von Langsdorff, mit dem sie möglicherweise auch eine Beziehung führte.
Während der Revolution 1848/1849 nahm das Paar Obermüller an zahlreichen Volksversammlungen teil. Henriette Obermüller gründete den revolutionären Verein der Demokratinnen Durlach’s und fertigte für ein Freiwilligen-Bataillon eine rote Fahne mit der  Aufschrift „Siegen oder Tod“ an. Während der Kämpfe im Juni 1849 geriet sie selbst als einzige Frau bis an die Barrikadenfront und floh nach der Niederschlagung der Revolution kurzzeitig ins Elsass und die Schweiz. Nach ihrer Rückkehr wurde sie verhaftet. Neben dem Fertigen der Fahne wurden ihr verschiedene revolutionäre Umtriebe und Aufrufe zu Gewalttätigkeiten vorgeworfen; es folgten eine Anklage wegen Hochverrats und Verurteilung zu einer Gefängnisstrafe, die sie im Gefängnis Durlach absaß. Anfang 1850 wurde sie gegen Kaution freigelassen, stand aber unter polizeilicher Aufsicht und Hausarrest. Ihr Mann wurde ebenfalls verurteilt und starb 1853, an Tuberkulose erkrankt, an den Spätfolgen seiner Gefangenschaft.
Im Jahr darauf heiratete Obermüller in zweiter Ehe den Demokraten und ehemaligen Paulskirchenparlamentarier Jacob Venedey. Das Paar führte eine glückliche Beziehung und hatte mehrere Kinder, darunter der spätere badische Landtagsabgeordnete Martin Venedey. Die Familie wohnte zuerst in Zürich, dann in Heidelberg und schließlich in Oberweiler bei Badenweiler im Schwarzwald, wo das Paar ab 1860 eine wirtschaftlich erfolgreiche Pension betrieb.
Ab 1866 beteiligte sich Henriette Obermüller-Venedey wieder verstärkt aktiv in der Politik und Frauenbewegung. Sie wurde Mitglied der Association internationale des femmes in Genf und arbeitete bei verschiedenen Zeitungen wie dem Journal des femmes mit. Im Oktober 1869 ging die Familie ein halbes Jahr nach Berlin, wo das Paar sich mit verschiedenen Berliner Intellektuellen traf. Die Vereinigung Deutschlands unter preußisch-monarchistischer Hegemonie lehnten die beiden ab.
Nach dem Tod ihres Mannes 1871 zog sie sich zurück und konzentrierte sich auf ihre Familie und die Pension.

## Spätere Rezeption
1999 wurden Henriette Obermüllers Tagebücher von Birgit Bublies-Godau als Buch herausgegeben. Das Interesse an der Veröffentlichung führte dazu, dass die Stadt Karlsruhe im Jahr darauf eine Straße in der östlichen Südstadt nach ihr benannte.